# Margarita Percovich
María Margarita Percovich Aldabe (Montevideo, 21 de enero de 1941) es una política uruguaya, integrante del Frente Amplio. Durante la dictadura militar (1973-1985) trabajó en la clandestinidad para la recuperación democrática. Ha sido cofundadora y dirigente de numerosas organizaciones de la izquierda, así como de defensa de los derechos de las mujeres e impulsora de la agenda legislativa con perspectiva de género en Uruguay, entre las que se encuentra el proyecto de ley de Salud Sexual y Reproductiva

## Primeros años y formación
Nació el 21 de enero de 1941, en el seno de una familia de ascendencia croata. Cursó la escuela primaria en el Colegio Santo Domingo (Hermanas Dominicas) y la secundaria en el Colegio Sacré Cœur. Estudió Filosofía, Políticas de Gestión y Planificación Estratégicas, Modernización de Grupos y Desarrollo Local, y se especializó en políticas públicas con perspectiva de género desde muy temprano. Asistió a la Escuela Nacional de Bellas Artes y trabajó pintando miniaturas hasta que comenzó a desempeñarse como secretaria ejecutiva. En su juventud fue militante cristiana en épocas del Concilio Vaticano II. Trabajó en la división uruguaya de Emaús y en la parroquia del barrio montevideano de Malvín Norte junto a monseñor Carlos Partelli. Su pensamiento fue influenciado por el teólogo uruguayo Juan Luis Segundo, teórico de la teología de la liberación.

## Actividad política y militancia feminista

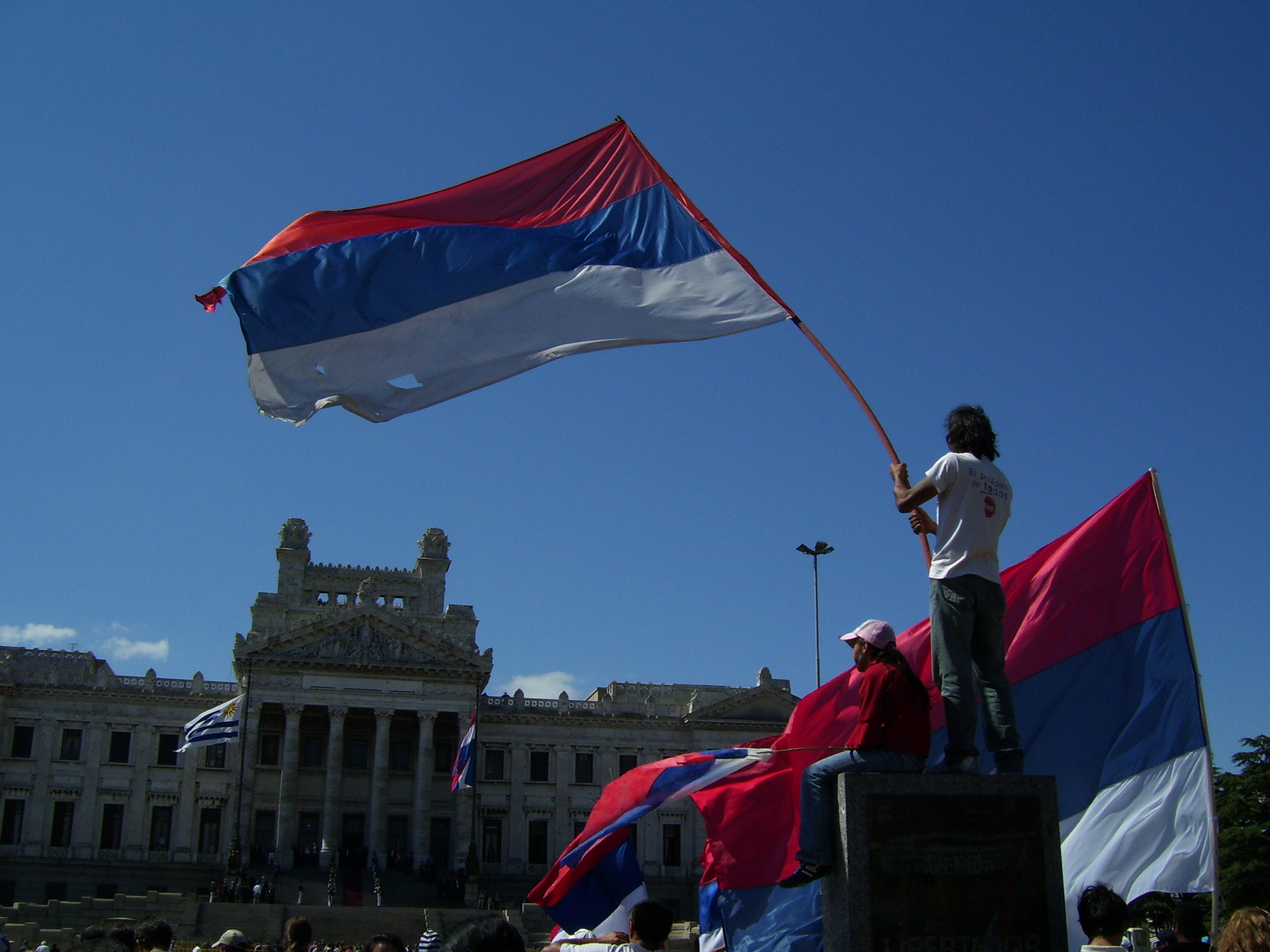
Simpatizantes del Frente Amplio enarbolando una bandera del partido en frente al Palacio Legislativo el día de la asunción del nuevo Presidente de la República, el 1 de marzo de 2010.

Percovich es una activa militante de la izquierda uruguaya y miembro fundador y dirigente de numerosas organizaciones. En 1971 participó de la fundación del Frente Amplio (FA), integrando los Grupos de Acción Unificadora (GAU). Durante la dictadura cívico-militar, trabajó en la clandestinidad para la recuperación democrática. Al término de la misma, en 1984, participó en la creación del grupo Izquierda Democrática Independiente (IDI) que a partir de 1989 se conformaría como la Vertiente Artiguista del Frente Amplio. Desde los inicios del IDI integró la Dirección Nacional y la Mesa ejecutiva de la organización.
Su militancia feminista también es de larga data. Durante el mismo año 1984, participó en la fundación del Plenario de Mujeres del Uruguay (PLEMUU), primera organización autónoma de mujeres creada bajo la dictadura para luchar por los Derechos Humanos. También fue fundadora e integrante de la Concertación Nacional de Mujeres del Uruguay en 1985, espacio de concertación de las mujeres de las organizaciones sociales y políticas sobre los Derechos Humanos de las mujeres. Además, acompañó fuertemente el trabajo del Instituto Nacional de la Mujer, creado en 1987, lo que le permitió trabajar en diferentes ámbitos, llegando a conocer de primera mano las diversas situaciones en que vivían las mujeres uruguayas, en especial las referidas a la violencia doméstica. En 1992 tomó parte en la creación de la Red de Mujeres Políticas del Uruguay y en 1994 de la Red Género y Familia.

### Actividad parlamentaria
Margarita Percovich fue elegida diputada en el período 1990-1995, cargo al que renunció para asumir el edilato del primer gobierno departamental en Montevideo del Frente Amplio, junto al, en ese entonces, Intendente Tabaré Vázquez. Fue renovada en dicho puesto en el período 1995-2000, asumiendo el cargo de Presidenta de la Junta Departamental en los años 1991 y 1996. 
En las elecciones nacionales de 1999 volvió a ser elegida diputada, y esta vez asumió su banca para el periodo 2000-2005, ejerciendo la Vicepresidencia de la Cámara de Representantes. En el 2000 también fue Presidenta de la Comisión de Género y Equidad del Parlamento.  A partir de este momento comenzó nuevamente a tejer una red de mujeres políticas capaces de afianzar los derechos de las mujeres a través del cambio de las normas jurídicas. Junto a sus colegas Beatriz Argimón y Glenda Rondán, crearon la Bancada Femenina de la Cámara de Diputados del Parlamento en 2000, como espacio de coordinación de las legisladoras de todos los partidos políticos, desde el cual impulsar la agenda legislativa con perspectiva de género. Posteriormente, dicho espacio asumió la integración de las legisladoras de ambas Cámaras.
En las elecciones nacionales de 2004 ocupó el segundo lugar en la hoja de votación n.° 77 para integrar la Cámara de Representantes por el departamento de Montevideo, resultando electa diputada titular bajo el lema Encuentro Progresista-Frente Amplio-Nueva Mayoría.  En marzo de 2005 asumió el cargo de Senadora de la República, ocupando el puesto hasta marzo de 2010; primero como suplente de Mariano Arana, senador titular que fue designado como Ministro de Vivienda, y a partir de marzo de 2008, como titular, tras la renuncia de Enrique Rubio, quien pasó a ocupar la presidencia de la Oficina de Planeamiento y Presupuesto. 
En este puesto formó parte de numerosas comisiones parlamentarias, alcanzando muchas veces lugares preponderantes: en 2005 fue vicepresidenta de la Comisión de Educación y Cultura. En el 2006, de la de Asuntos Administrativos y de la de Salud Pública. En el año 2007, de la de Constitución y Legislación y de la de Población, Desarrollo e Inclusión de la Cámara de Senadores. En el año 2008 continuó en la de Constitución y Legislación, y en el año 2009 presidió la de Educación y Cultura. Tomó parte, también, en las Comisiones Especiales para el Estudio del funcionamiento de los partidos políticos, para el Estudio sobre Lavado de activos y crimen organizado de dicha cámara, y para el seguimiento de la situación carcelaria de la Asamblea General. Participó a su vez del Grupo Parlamentario para la niñez y la adolescencia.
Entre sus iniciativas legislativas cabe destacar que en 2005 presentó al parlamento un proyecto de ley sobre la regulación de las uniones concubinarias que fue aprobada, con modificaciones, por el senado.
Sumado a esto, durante 2007 y 2008 Percovich fue una de las impulsoras más activas del proyecto de ley de “Salud Sexual y Reproductiva” que pretendía implementar la educación sexual en la currícula de la enseñanza pública del país, y legalizaba y regulaba la interrupción voluntaria del embarazo -vetada por el presidente Tabaré Vázquez-, a la vez que defensora de la regulación de las pensiones alimentarias de padres separados.
Al finalizar dicho período, Percovich decidió retirarse de la política institucional durante una etapa en que se concentró en militar por los derechos humanos y especialmente por los derechos de las mujeres. Emergió nuevamente en 2014, apoyando la candidatura a la presidencia de la senadora frenteamplista Constanza Moreira y convirtiéndose en una de las referentes del sector, Casa Grande.
Junto con Beatriz Argimón (diputada del Partido Nacional), Daisy Tourné (diputada del FA) y Glenda Rondán (exdiputada del Partido Colorado), entre otras, han sido férreas defensoras de los derechos de las mujeres.
En 2016, junto a Renée Pietrafesa y Elena Fonseca, Margarita Percovich fue distinguida por la Intendencia de Montevideo como Ciudadana Ilustre de Montevideo. En esa ocasión, recordó lo que aprendió junto a otras mujeres pioneras que le enseñaron que para cambiar al Estado y las instituciones hay que cambiar la ley, y con las que aprendió a identificar las distintas formas de discriminación que sufría por ser mujer, y sufrían todas, y que le ayudaron a entender otras discriminaciones e intentar cambiar los estereotipos existentes.

## Vida personal
Tiene dos hijas, Ximena (1970) y Florencia (1973) y un nieto, Tao (2001).